# Nenniusz
Nenniusz (IX w.) – domniemany autor Historii Brytów (Historia Brittonum) napisanej ok. 830 r. Dzieło to jest źródłem do badań historii Anglii i Walii.